# Chris Baird
Christopher Patrick »Chris« Baird, severnoirski nogometaš, * 25. februar 1982, Ballymoney, County Antrim, Severna Irska.
Baird je nekdanji član Fulhama in severnoirske reprezentance.